# Sventevith (Storming Near the Baltic)
Sventevith (Storming Near the Baltic) debitantski je studijski album poljskog ekstremnog metal sastava Behemoth. Album je u travnju 1995. objavila diskografska kuća Pagan Records. Od tada su album više puta ponovno objavljivali razni drugi izdavači. Naslovnica albuma prikazuje crtež imena Svarogov hram Stanisława Jakubowskog.

## Popis pjesama
| 1.    | »Chant of the Eastern Lands«      | Nergal           | Nergal    | 5:43 |
| 2.    | »The Touch of Nya« (instrumental) |                  | Nergal    | 0:57 |
| 3.    | »From the Pagan Vastlands«        | Tomasz Krajewski | Nergal    | 4:30 |
| 4.    | »Hidden in a Fog«                 | Krajewski        | Nergal    | 6:49 |
| 5.    | »Ancient« (instrumental)          |                  | Demonious | 2:01 |
| 6.    | »Entering the Faustian Soul«      | Nergal           | Nergal    | 5:35 |
| 7.    | »Forgotten Cult of Aldaron«       | Nergal           | Nergal    | 4:35 |
| 8.    | »Wolves Guard My Coffin«          | Nergal           | Nergal    | 4:29 |
| 9.    | »Hell Dwells in Ice«              | Nergal           | Demonious | 5:50 |
| 10.   | »Transylvanian Forest«            | Nergal           | Nergal    | 4:53 |
| 45:28 |                                   |                  |           |      |

| Bonus pjesma s reizdanja | Bonus pjesma s reizdanja                | Bonus pjesma s reizdanja | Bonus pjesma s reizdanja | Bonus pjesma s reizdanja | Bonus pjesma s reizdanja | Bonus pjesma s reizdanja | Bonus pjesma s reizdanja | Bonus pjesma s reizdanja | Bonus pjesma s reizdanja |
| Br.                      | Skladba                                 | Autor                    | Trajanje                 |                          |                          |                          |                          |                          |                          |
| ------------------------ | --------------------------------------- | ------------------------ | ------------------------ | ------------------------ | ------------------------ | ------------------------ | ------------------------ | ------------------------ | ------------------------ |
| 11.                      | »Sventevith (Storming Near the Baltic)« | Nergal                   | 5:59                     |                          |                          |                          |                          |                          |                          |
| 51:17                    |                                         |                          |                          |                          |                          |                          |                          |                          |                          |

## Zasluge
| Behemoth - Adam "Nergal" Darski – vokali, gitara, bas-gitara, miksanje - Adam "Baal Ravenlock" Muraszko – bubnjevi, miksanje Dodatni glazbenici - Cezary "Cezar" Augustynowicz – klavijature - Sascha "Demonious" Falquet – klavijature (na pjesmama "Ancient" i "Hell Dwells in Ice") | Ostalo osoblje - DarkArts – dizajn naslovnice, slike - Tomasz Daniłowicz – koncept naslovnice, slike - Krzysztof Maszota – inženjer zvuka - Tomasz Krajewski – izvršna produkcija |